# Ishania maya
Ishania maya là một loài nhện trong họ Zodariidae.
Loài này thuộc chi Ishania. Ishania maya được Rudy Jocqué & Léon Baert miêu tả năm 2002.